# Блендова-Тичинська
Блендова-Тичинська (пол. Błędowa Tyczyńska) — село в Польщі, у гміні Хмельник Ряшівського повіту Підкарпатського воєводства.
Населення — 887 осіб (2011).

## Демографія
Демографічна структура станом на 31 березня 2011 року:
|          | Загалом | Допрацездатний вік | Працездатний вік | Постпрацездатний вік |
| -------- | ------- | ------------------ | ---------------- | -------------------- |
| Чоловіки | 423     | 78                 | 285              | 60                   |
| Жінки    | 464     | 100                | 248              | 116                  |
| Разом    | 887     | 178                | 533              | 176                  |